# Nakskov Byskole
Nakskov Byskole er en offentligt finansieret skole (folkeskole) beliggende på Nørrevold 13, Nakskov. Tæt beliggende ved både Nakskov Svømmehal og Nakskov Idrætscenter. Ligger i Distrikt 1, Lolland Kommune.
Skolen blev bygget i 1915 og var sammenbygget med gymnasiet. I 1979 overtog skolen gymnasiets bygning.
Skolens distrikt udgør 1/4 af det samlede befolkningsunderlag på ca. 15000 indbyggere i Nakskov. Klasserækkerne er 0.kl.i et spor, 1.-6.kl.i to spor, 7.-9.i fire spor, 10. kl. i to spor, samt en udslusningsklasse for unge med generelle indlæringsvanskeligheder og en modtageklasse for elever med anden etnisk baggrund.
10. kl. er fysisk placeret på Nakskov Uddannelsescenter.

## Strukturreformen
Som følge af centralisering af folkeskolerne i Lolland Kommune, er Byskolen (pr. 1. august 2008) slået sammen med Madeskovskolen og Dannelunde Skole. Vestenskov skole (1.august 2010) og Møllemarkskolen (1. august 2008) blev lukket. 
Nakskov Byskole, nu Byskoleafdelingen er den eneste afdeling i Fjordskolen med overbygning (7.-9. kl.).

## Tidligere lærere og elever
Victor Cornelins – lærer, født på Sankt Croix og var barn af efterkommere af negerslaver.
Mette Jacobsen – elitesvømmer, svømmer hovedsagelig butterfly, men også rygcrawl og crawl.